# 나지란 SC
나지란 SC(아랍어: نادي الفيصلي)은 사우디아라비아에 위치한 나지란을 연고로 하는 축구팀이다. 이 팀은 1980년에 창단하였다.

## 선수 명단

### 현역
참고: FIFA 자격 규정에 따라 소속된 국가대표팀 국기를 표시합니다. 선수는 복수의 FIFA 비회원국 국적을 가지고 있을 수 있습니다.
| 번호 | 포지션 | 국적         | 이름          |
| ---- | ------ | ------------ | ------------- |
| 8    | MF     | 코트디부아르 | 알파 디아네   |
| 10   | MF     | 앙골라       | 아니엘 바카키 |

| 번호 | 포지션 | 국적 | 이름 |
| ---- | ------ | ---- | ---- |